# Тугалудка
Тугалу́дка (Туга, рос. Тугалудка) — річка в Росії, ліва притока Чепци. Протікає територією Ігринського та Кезького районів Удмуртії.
Річка починається неподалік на східній околиці присілка Верх-Люк, біля кордону з Балезінським районом. Протікає на схід та північний схід. Нижня течія протікає по території Кезького району. Впадає до Чепци навпроти села Полом. Береги річки заліснені, пригирлові заплави заболочені, тут знаходиться Тугалудське торфове родовище.
Приймає декілька дрібних приток. Річку раніше перетинали Поломська вузькоколійна залізниця та Верхньолюцька вузькоколійна залізниця. Біля присілка Туга створено став площею 0,11 км².
Над річкою розташовано присілок Туга Ігринського району.